# Wilhelm Kempff
Wilhelm Kempff (Jüterbog, 1895. november 25. – Positano, 1991. május 23.) német zongora- és orgonaművész, zeneszerző.

## Élete

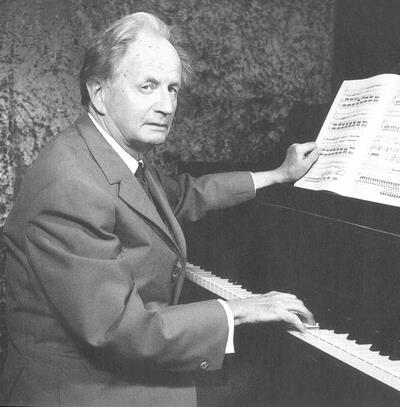
A zongoránál 1950 k.

Wilhelm Kempff egy protestáns kántor fia volt. Négyéves korában a család Potsdamba költözött, ahol apja a St. Nikolaikirche királyi zeneigazgatója lett. Ő kezdte zenei oktatását hegedű- és zongoraleckékkel. Ezt követően Kempff továbbképzését Karl Heinrich Barth (zongora) és Robert Kahn (zeneszerző) mellett folytatta. 1914 és 1917 között a Berlini Zeneakadémián tanult, ahol kiemelkedő képességei miatt felmentették az érettségi alól. A Berlini Filharmonikus Zenekarral 1918-ban debütált Beethoven op.58, 4. G-dúr zongoraversenyével, Arthur Nikisch vezényletével.
1924-ben Max von Pauer utódjaként átvette a Zene- és Előadóművészeti Egyetem vezetését Stuttgartban, ahol 1929-ig zongora-mesterkurzust is vezetett. 1926-ban feleségül vette Helene Freiin Hiller von Gaertringen zongoranövendékét a berlini székesegyházban. Első törökországi útja során, 1927-ben tanácsot adott Atatürk elnöknek, hogy mely zenészeket nevezzék ki az újonnan alapított ankarai Zeneakadémia tanszékvezetőinek.
1929-ben feladta stuttgarti pozícióját, és családjával a potsdami Sanssouci parkban lévő Orangerie-ba költözött. 1931-ben társalapítója volt a potsdami Marmorpalais nyári kurzusainak Max von Schillings, Eugen d’Albert, Edwin Fischer, Eduard Erdmann, Elly Ney és Georg Kulenkampff közreműködésével. Herbert von Karajannal 1940-ben kezdődött közös munkájuk, amikor Aachenben eljátszotta Mozart d-moll K. 466 zongoraversenyét. 1943-ban részt vett egy Beethoven-fesztiválon a megszállt Párizsban Elly Ney-vel, Alfred Cortot-val, Ginette Neveu-vel és Hermann Abendroth karmesterrel. 1944 augusztusában Wilhelm Kempff felkerült az Istenajándékok listájára (a vezetők listájára) hogy megvédjék a háborús erőfeszítésektől. Ennek ellenére 1945-ben ötvenévesen besorozták a Volkssturmba. Február 4-én családjával elhagyta Potsdamot, és Felső-Frankóniában Schloss Thurnauban telepedett le.
Kempff zeneszerzőként nemcsak operakat és szimfóniákat írt, hanem zongoramuzsikát, dalokat és kamarazenét is. Bár a nemzetiszocialista diktatúra éveiben nem komponált propagandisztikus zenét, 1934-ben a 18. században  Itáliaban játszódó Famiglia Gozzi című operáját az olasz diktátornak Benito Mussolininak ajánlotta. Számos kompozícióját Wilhelm Furtwängler mutatta be, pl. legismertebb művét az Op. 47-es g-moll zongoraszonátáját 1929-ben, a Gewandhausban. Kempffnek a nemzetiszocializmushoz fűződő kétes kapcsolatai miatt a háború utáni időszakban mellőzték kompozíciói előadását.
1955-ben Kempff és családja Ammerlandba költözött a Starnbergi-tó mellé. 1957-ben letrehozta a „Fondazione Orfeo” (ma „Wilhelm-Kempff-Kulturstiftung”) alapítványt a dél-olaszországi Positanóban, és a „Casa Orfeó”-ban létrehozta a Beethoven-előadásokat, amelyeket kifejezetten ezek számára dolgozott át, és 1982-ig minden évben az ő irányításával zajlottak.
A második világháború után Kempff főként zongoristaként tevékenykedett. Világszerte koncertkörútjain ünnepelték. Különösen Japánban aratott sikereket, ahol 1936 és 1979 között tízszer szerepelt. Kamarazenei előadóként Henryk Szeryng és Yehudi Menuhin (1955-től) hegedűművészekkel, valamint Pablo Casals, Pierre Fournier gordonkaművészekkel, Ludwig Hoelscherrel és Msztyiszlav Rosztropoviccsal működött együtt.
1920 és 1980 között Kempff számos felvételt készített a Deutsche Grammophon számára. Legendásnak számítanak Beethoven és Schubert zongoraszonátáiról készült felvételei; magasra tette a mércét Schumann és Brahms zongoraműveinek tolmácsolójaként is.
Több rádiós produkció mellett számos televíziós felvétel is dokumentálja Wilhelm Kempff személyiségét és munkásságát, mint például a szerző Wolf-Eberhard von Lewinski Wilhelm Kempff című filmportréja a Saarländischer Rundfunknál, 1975-ben.

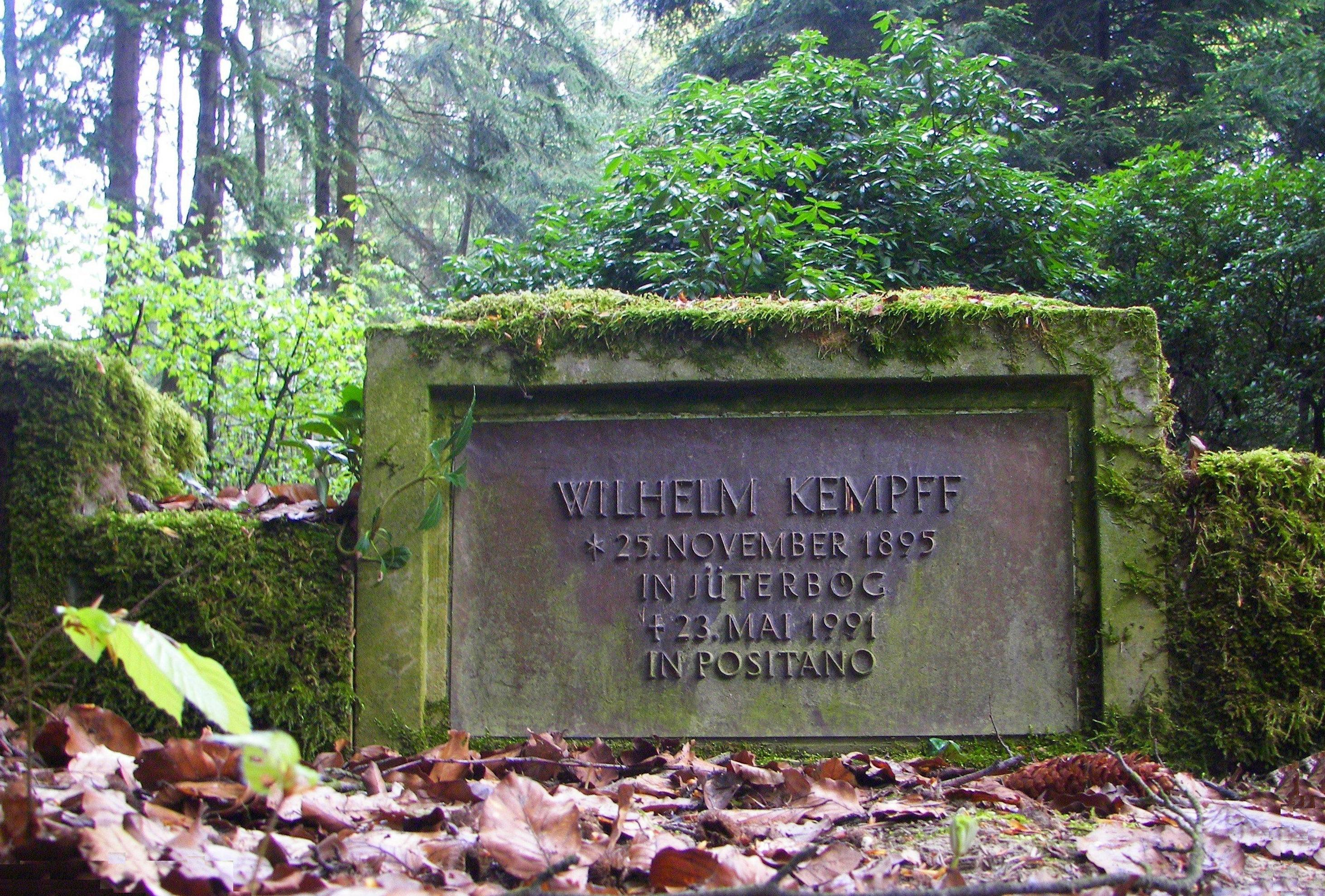
A sírja a Wernstein-kastélyi temetőn

96. életévében halt meg Positanóban, miután hosszasan szenvedett Parkinson-kórban. Sírja a künßbergi bárók erdei temetőjében található a Wernstein-kastély közelében Felső-Frankföldön.

## Jelentősége
A 20. század egyik legnagyobb zongoristájaként számon tartott Kempff nagyon híres Ludwig van Beethoven, Robert Schumann, Johannes Brahms, Franz Schubert, Wolfgang Amadeus Mozart, Johann Sebastian Bach, Liszt Ferenc és Chopin számos felvételének köszönhetően, amelyek több mint hat évtizedes időszakot ölelnek fel. Kempff az elsők között vette fel Franz Schubert összes szonátáját, jóval azelőtt, hogy azok népszerűek lettek volna.
Számos Bach-művet is átírt, és átdolgozta a Ferruccio Busoni által 1900 körül kiadott Goldberg-variációk átiratát, amelyet részben az 1969. júliusi felvételhez használt fel, amelyet romantikus felfogásban játszott, szöges ellentéteként Gould víziójával, amelyet 1955-ös felvétel rögzített remekműről.
Kempff Busoni iránti tisztelete minden bizonnyal korai életkorára nyúlik vissza, ami nyilvánvaló abból, hogy számos Busoni-átiratot használt föl felvételeihez és koncertjeihez, egyrészt a hangszer további technikai fejlődéséhez, másrészt az előadóterem eltérő érzékenységhez igazítva.
Nem látott ellentmondást abban, hogy hivatásszerűen játsszon két hangszeren, az orgonán és a zongorán, annak ellenére, hogy szigorú zongoratanárai szerint az orgonálás hátráltatja a jó zongorázást.

## Kitüntetései, tagságai
- 1917: Mendelssohn-díj (kompozícióiért és zongorajátékáért)
- 1920: Litteris et Artibus-medál V. Gusztáv svéd királytól
- 1932: a Preußische Akademie der Künste in Berlin rendes tagja
- 1933: Erlöser-rend görög lovagkereszt
- 1943: Háborús Érdemkereszt 2. osztály, kardok nélkül
- 1954: Grand Prix du Disque (Liszt zongorakoncertjei felvételéért)
- 1959: a Japán Vöröskereszt arany szolgálati keresztje
- 1961 (?): Gran Premio del Disco „Ritmo“ Madrid (Beethoven zongorakoncertjei felvételéért)
- (1965 után) Grand Prix du Disque (Schubert összes zongorakoncertje lejátszásáért)
- 1970: Arany Grammophon a Deutsche Grammophontól (50 éves felvetelkészségéért)
- 1972: Aranylemez a Deutsche Grammophontól (Beethoven 8. és 14. zongoraszonátái felvételéért)
- 1975: Aranylemez (250 000 eladott nagylemezéért Beethoven Esz-dúr-zongoraversenye; 80. születésnapjára Münchenben); Positano díszpolgára; Ordre des Arts et des Lettres
- 1980: a Royal Academy of Music London tiszteletbeli tagja
- 1981: Deutscher Schallplattenpreis (Kategorie Historische Aufnahmen – Klassik)
- 1984: Maximilian-rend

## Részleges diszkográfia

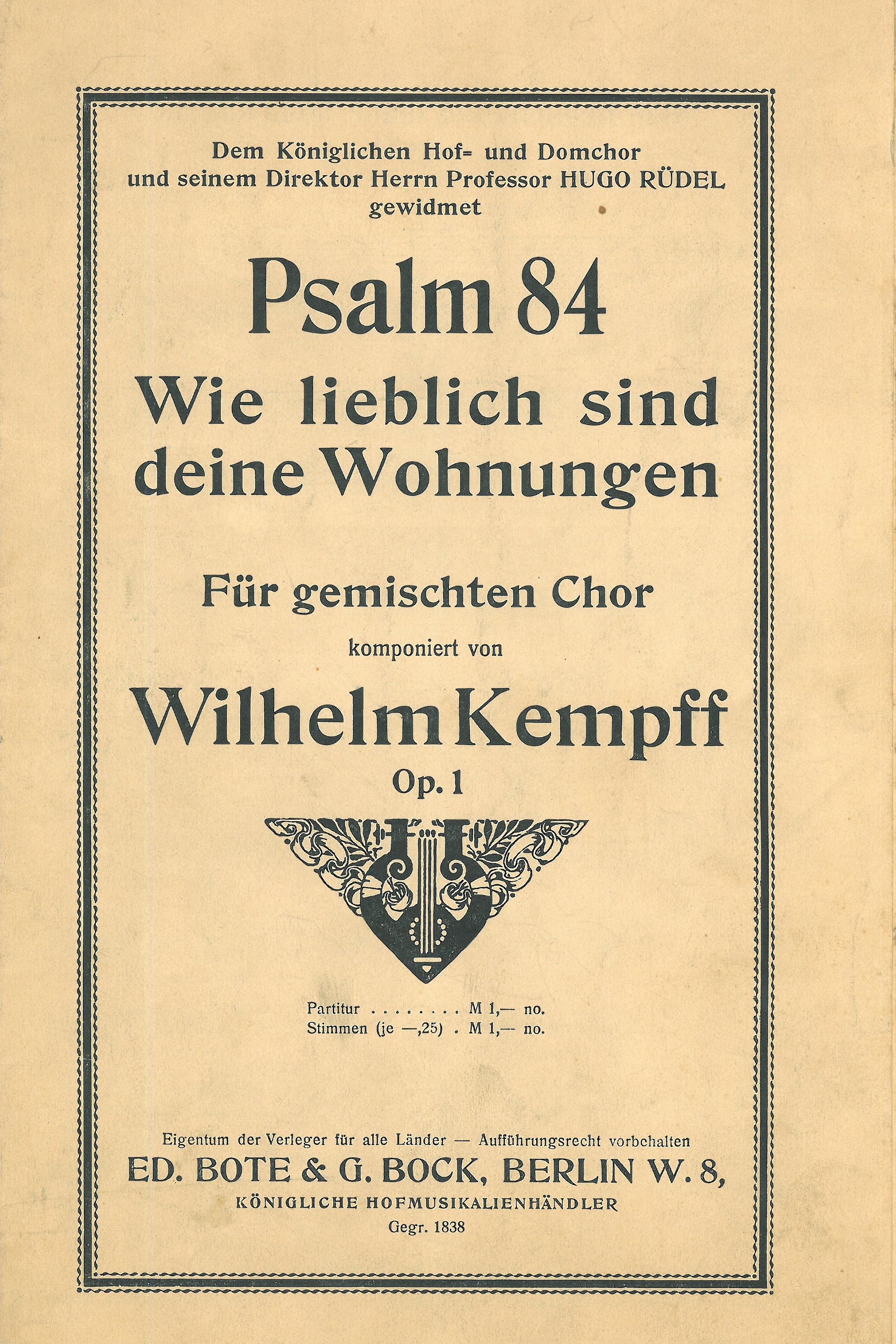
Kempff Opus 1 címlapja

- Bach, Variazioni Goldberg – Kempff, Deutsche Grammophon
- Bach Haendel Gluck, Suite ingl. n. 3/Trascr. pf. – Kempff, Deutsche Grammophon
- Beethoven, Concerto per pianoforte. n. 1–4 – Kempff/Leitner/BPO, 1961 Deutsche Grammophon
- Beethoven, Conc. pf. n. 1–5/Rondò n. 1–2 – Kempff/Kempen/BPO, 1953 Deutsche Grammophon
- Beethoven, Conc. pf. n. 4, 5 – Kempff/Leitner/BPO, Deutsche Grammophon
- Beethoven, Sonata per pianoforte. n. 1–32 – Kempff, 1964 Deutsche Grammophon
- Beethoven, Son. pf. n. 1–32/Reg. 1951–56 – Kempff, Deutsche Grammophon
- Beethoven, Son. pf. n. 8, 14, 21, 22 – Kempff, Deutsche Grammophon
- Beethoven, Son. pf. n. 14, 17, 23 – Kempff, 1965 Deutsche Grammophon
- Beethoven, Son. pf. n. 21, 26, 29 (Waldstein, Les Adieux, Hammerklavier) – Kempff, 1964 Deutsche Grammophon
- Beethoven, Son. pf. n. 27–32 – Kempff, Deutsche Grammophon
- Beethoven, Sonata per violino e pianofortep n. 1–5/Rondò – Menuhin/Kempff, Deutsche Grammophon
- Beethoven, Son. vl. e pf. n. 5, 9 – Menuhin/Kempff, Deutsche Grammophon
- Beethoven, Son. vl. e pf. n. 6–10 – Menuhin/Kempff, Deutsche Grammophon
- Beethoven, Son. vlc. e pf. n. 1–5/Variaz. – Fournier/Kempff, Deutsche Grammophon
- Beethoven Schumann Schubert, Per Elisa e altre pagine celebri per pf. – Ugorski/Kempff/Cascioli/Gilels, 1965/1973 Deutsche Grammophon
- Brahms, Fant. op. 116/Intermezzi op. 117 – Kempff, Deutsche Grammophon
- Liszt, Années de pèlerinage II – Kempff, 1974 Deutsche Grammophon
- Mozart, Conc. pf. n. 23, 24, 8 – Kempff/Leitner/Bamberg SO/BPO, Deutsche Grammophon
- Mozart, Son. pf. n. 8, 11/Fant. K. 397 e K. 475 – Kempff, 1962 Deutsche Grammophon
- Schubert, Le registrazioni complete per Deutsche Grammophon – Kempff, Deutsche Grammophon
- Schubert, Son. pf. (compl.) – Kempff, Deutsche Grammophon
- Schubert, Son. pf. D. 960/Improvvisi – Kempff, Deutsche Grammophon
- Schumann, Conc. pf./Kinderszenen – Kempff/Kubelik/Bayer. RSO, 1971/1973 Deutsche Grammophon
- Schumann, Musiche per pf. – Kempff, Deutsche Grammophon
- Schumann, Musiche per pf. solo/Conc. pf. op. 54/Konzertstück op. 92 – Kempff/Kubelik/Bayer. RSO, 1967/1973 Deutsche Grammophon
- Kempff, The concerto recordings – Leitner/Van Kempen/Krips/ Klee/Fistoulari/Münchinger, 1925/1977 Deutsche Grammophon

## Fordítás
- Ez a szócikk részben vagy egészben  a   Wilhelm Kempff című német Wikipédia-szócikk ezen változatának fordításán alapul.  Az eredeti cikk szerkesztőit annak laptörténete sorolja fel. Ez a jelzés csupán a megfogalmazás eredetét és a szerzői jogokat jelzi, nem szolgál a cikkben szereplő információk forrásmegjelöléseként.
- Ez a szócikk részben vagy egészben  a   Wilhelm Kempff című olasz Wikipédia-szócikk ezen változatának fordításán alapul.  Az eredeti cikk szerkesztőit annak laptörténete sorolja fel. Ez a jelzés csupán a megfogalmazás eredetét és a szerzői jogokat jelzi, nem szolgál a cikkben szereplő információk forrásmegjelöléseként.